# Juan Rodríguez Suárez
Juan Rodríguez Suárez (Mérida, Espanha, 1510 - Venezuela, 1561) foi um explorador e conquistador espanhol que explorou os atuais territórios da Colômbia e Venezuela.